# Stazione meteorologica di Pistoia
La stazione meteorologica di Pistoia è la stazione meteorologica di riferimento relativa alla città di Pistoia.

## Caratteristiche
La stazione meteorologica si trova nell'Italia centrale, in Toscana, nel comune di Pistoia, a 88 metri s.l.m. e alle coordinate geografiche 43°56′N 10°53′E.
Gestita dal servizio idrologico regionale facente capo al Compartimento di Pisa a cui invia i dati rilevati, la stazione effettua osservazioni su temperatura, precipitazioni, direzione e velocità del vento.

## Dati climatologici 1961-1990
In base alla media trentennale di riferimento (1961-1990), la temperatura media del mese più freddo, gennaio, è di +5,8 °C; quella del mese più caldo, luglio, si attesta a +23,7 °C.
Le precipitazioni medie annue fanno registrare un valore prossimo ai 1.250 mm e sono distribuite mediamente in 100 giorni di pioggia, con un minimo relativo in estate, un picco in autunno ed un massimo secondario tra l'inverno e la primavera.
Il vento presenta una velocità media annua di 3,3 m/s, con minimi di 3,0 m/s a settembre e ad ottobre ed un massimo di 3,7 m/s a febbraio; le direzioni prevalenti sono di tramontana a gennaio e tra settembre e novembre, di grecale a dicembre e tra febbraio ed aprile, di ponente a maggio e di maestrale tra giugno ed agosto.
| Pistoia               | Mesi  | Mesi   | Mesi   | Mesi   | Mesi  | Mesi   | Mesi   | Mesi   | Mesi  | Mesi  | Mesi  | Mesi   | Stagioni | Stagioni | Stagioni | Stagioni | Anno  |
| Pistoia               | Gen   | Feb    | Mar    | Apr    | Mag   | Giu    | Lug    | Ago    | Set   | Ott   | Nov   | Dic    | Inv      | Pri      | Est      | Aut      | Anno  |
| --------------------- | ----- | ------ | ------ | ------ | ----- | ------ | ------ | ------ | ----- | ----- | ----- | ------ | -------- | -------- | -------- | -------- | ----- |
| T. max. media (°C)    | 10,0  | 11,6   | 14,7   | 18,5   | 22,9  | 26,9   | 30,6   | 30,0   | 26,3  | 20,8  | 14,5  | 10,5   | 10,7     | 18,7     | 29,2     | 20,5     | 19,8  |
| T. min. media (°C)    | 1,7   | 2,5    | 4,8    | 7,3    | 10,8  | 14,2   | 16,7   | 16,4   | 13,8  | 9,7   | 5,5   | 2,2    | 2,1      | 7,6      | 15,8     | 9,7      | 8,8   |
| Precipitazioni (mm)   | 134   | 104    | 113    | 95     | 79    | 60     | 35     | 76     | 95    | 143   | 164   | 146    | 384      | 287      | 171      | 402      | 1 244 |
| Giorni di pioggia     | 10    | 9      | 10     | 9      | 9     | 6      | 4      | 6      | 7     | 9     | 11    | 10     | 29       | 28       | 16       | 27       | 100   |
| Vento (direzione-m/s) | N 3,3 | NE 3,7 | NE 3,6 | NE 3,6 | W 3,4 | NW 3,3 | NW 3,3 | NW 3,1 | N 3,0 | N 3,0 | N 3,2 | NE 3,5 | 3,5      | 3,5      | 3,2      | 3,1      | 3,3   |

## Temperature estreme mensili dal 1924 al 1996
Nel periodo compreso tra il 1924 e il 1996, la temperatura minima assoluta è scesa a -13,0 °C nel febbraio 1929 e nel gennaio 1985 mentre la massima assoluta ha toccato i +42,4 °C nell'agosto 1943.
| Pistoia (1924-1996)   | Mesi         | Mesi         | Mesi        | Mesi        | Mesi        | Mesi        | Mesi        | Mesi        | Mesi        | Mesi        | Mesi        | Mesi        | Stagioni | Stagioni | Stagioni | Stagioni | Anno  |
| Pistoia (1924-1996)   | Gen          | Feb          | Mar         | Apr         | Mag         | Giu         | Lug         | Ago         | Set         | Ott         | Nov         | Dic         | Inv      | Pri      | Est      | Aut      | Anno  |
| --------------------- | ------------ | ------------ | ----------- | ----------- | ----------- | ----------- | ----------- | ----------- | ----------- | ----------- | ----------- | ----------- | -------- | -------- | -------- | -------- | ----- |
| T. max. assoluta (°C) | 18,8 (1932)  | 24,5 (1943)  | 25,4 (1994) | 29,0 (1968) | 33,8 (1931) | 37,0 (1927) | 41,0 (1928) | 42,4 (1943) | 37,4 (1943) | 31,0 (1985) | 23,8 (1984) | 18,2 (1968) | 24,5     | 33,8     | 42,4     | 37,4     | 42,4  |
| T. min. assoluta (°C) | −13,0 (1985) | −13,0 (1929) | −6,4 (1971) | −2,4 (1970) | 1,4 (1970)  | 7,0 (1975)  | 8,8 (1970)  | 7,8 (1963)  | 2,0 (1931)  | −1,6 (1970) | −6,0 (1975) | −9,6 (1927) | −13,0    | −6,4     | 7,0      | −6,0     | −13,0 |